# CubeSat

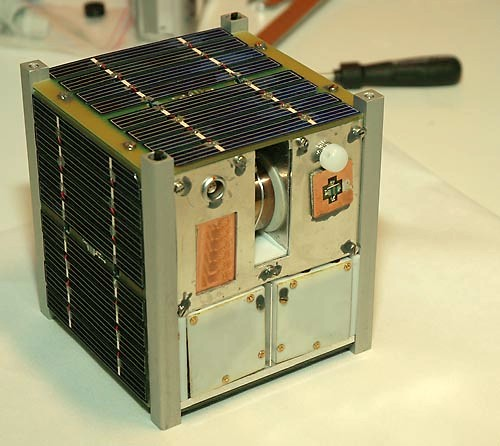
nCube-2 норвезький сателіт.

CubeSat (англ. Cube Satelite) — тип малих супутників для космічних досліджень із стандартизованим об'ємом 10×10×10 см³ та не важче 1,33 кг (можливе об'єднання декількох апаратів в один). 

## Загальний опис
Зазвичай використовується електроніка та програмне забезпечення на основі готових комерційних продуктів, що суттєво здешевлює CubeSat, порівняно зі звичайними сателітами, для кожної серії яких розробляються унікальні програмні та технічні рішення. З 1999 року Каліфорнійським політехнічним університетом і Стенфордським університетом було розроблено специфікацію для CubeSat, щоб допомогти університетам по всьому світу проводити прикладні космічні дослідження.
Більшість подібних супутників розробленні науковими установами, проте певна частина випущена приватними компаніями, зокрема компанією Боїнг — гігантом космічної індустрії, що випускає багато звичайних сателітів. Формат CubeSat також популярний поміж аматорів супутникового радіо.

## Специфікації

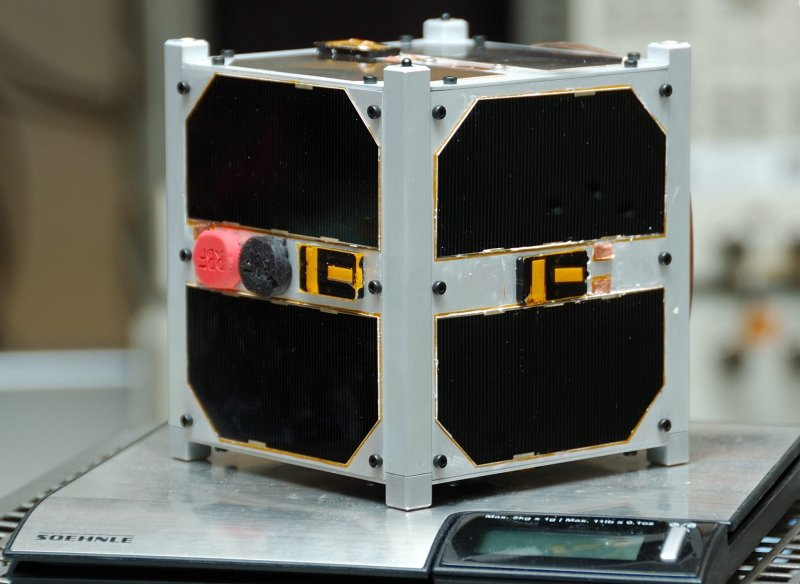
ESTCube-1.

Терміном «CubeSat» позначаються наносупутники (Nano-satellite), що створені згідно зі стандартом, створеним під керівництвом професора Bob Twiggs (факультет аеронавтики й астронавтики, Стенфорд). Супутники мають розмір 10х10х10 см і запускаються за допомогою Poly-PicoSatellite Orbital Deployer (P-POD). Стандарт допускає об'єднання 2 або 3 стандартних кубів в складі одного супутника (позначаються 2U і 3U і мають розмір 10х10х20 або 10х10х30 см). Один P-POD має розміри, що достатні для запуску трьох супутників 10х10х10 см або меншої кількості, загальним розміром не більше 3U.
На 2004 рік, супутники у форматі CubeSats могли бути виготовлені і запущені на навколоземну орбіту за 65-80 тисяч доларів. Така низька вартість дозволяє розробляти супутники школам та університетам.
Більшість CubeSat мають один або два наукових прилади.
Кілька компаній надають послуги по виведенню CubeSat на орбіту, наприклад, МКК_Космотрас і Eurokot.
13 лютого 2012 року, ракета-носій «Вега» вивела на полярну орбіту 8 супутників «CubeSat» і супутник LARES.
Список супутників:
|        | Супутник   | Виробник                                                   | Орбіта               | Мета польоту |
| ------ | ---------- | ---------------------------------------------------------- | -------------------- | ------------ |
| 1-й КА | LARES      | Італія Італійське космічне агентство                       | Низька опорна орбіта | Геодезія     |
| 2-й КА | AlmaSAT-1  | Італія Болонський університет                              | Низька опорна орбіта | Технологія   |
| 3-й КА | Xatcobeo   | Іспанія Національний інститут аерокосмічної техніки        | Низька опорна орбіта | Технологія   |
| 4-й КА | UNICubeSAT | Італія Римський університет Ла Сапієнца                    | Низька опорна орбіта | Атмосфера    |
| 5-й КА | Robusta    | Франція Університет Монпел'є                               | Низька опорна орбіта | Радіація     |
| 6-й КА | e-st@r     | Італія Туринський політехнічний університет                | Низька опорна орбіта | Технологія   |
| 7-й КА | Goliat     | Румунія Університет Бухареста                              | Низька опорна орбіта | Радіація     |
| 8-й КА | PW-Sat     | Польща Варшавський політехнічний інститут                  | Низька опорна орбіта | Технологія   |
| 9-й КА | MaSat-1    | Угорщина Будапештський університет технології та економіки | Низька опорна орбіта | Технологія   |

## Супутникові рої CubeSat
9 серпня 2023 року, NASA підтвердило, що успішно встановило командний зв’язок з усіма чотирма CubeSat, задіяними в місії Starling. Відповідно космічне агентство NASA перебуває на завершальній стадії тестування корисного навантаження та супутникових двигунів, що є вирішальним етапом у процесі введення в експлуатацію супутників CubeSat, які команда проєкту назвала «Blinky», «Pinky», «Inky» і «Clyde». Зазначені супутники були запущені в космічний простір в липні 2023 року та є частиною амбітної ініціативи з розробки самокоординованих роїв супутників для космічних досліджень і розвідки. Також було зазначено, що в той час, як «Pinky», «Inky» і «Clyde» працювали, як і очікувалося, «Blinky» спочатку зіткнувся з проблемами зв’язку. Однак ці проблеми були вирішені шляхом внесення змін до обладнання апарата.
Після завершення етапу введення в експлуатацію місія Starling продовжить коригування орбітальних позицій космічних апаратів, щоб розпочати тестування діяльності рою. Основна мета цієї місії – оцінити здатність чотирьох супутників автономно працювати разом. Ця новаторська місія є важливою віхою в розвитку автономних супутникових роїв для майбутніх космічних досліджень.

## Перспективні проєкти CubeSat

### Місія PREFIRE
В серпні 2023 року, NASA вибрало Rocket Lab USA Inc. з Лонг-Біч, штат Каліфорнія (США), для надання послуг запуску місії агентства PREFIRE (Енергія полярного випромінювання в експерименті далекого інфрачервоного діапазону), яка має на меті дати дослідникам точнішу картину енергії, що надходить і залишаючи Землю. Місія PREFIRE допоможе усунути прогалину в розумінні того, скільки земного тепла втрачається в космос, особливо з Арктики та Антарктиди. Аналіз вимірювань PREFIRE дасть інформацію про моделі клімату та льоду, забезпечуючи кращі прогнози того, як потепління світу вплине на втрату морського льоду, танення крижаного покриву та підвищення рівня моря. Удосконалення кліматичних моделей може врешті-решт допомогти забезпечити точніші прогнози щодо впливу потужності та частоти штормів, а також берегової ерозії та повеней. Місія буде складатися з двох 6U CubeSats з базовою тривалістю місії 10 місяців і спільно розроблена NASA та Університетом Вісконсіна-Медісон. Лабораторія реактивного руху NASA в Південній Каліфорнії керує місією для Управління наукових місій агентства та надає інструменти. Blue Canyon Technologies будує CubeSats, а Університет Вісконсіна-Медісон оброблятиме дані, зібрані приладами. До наукової групи входять члени JPL та університетів Вісконсіна, Мічигану та Колорадо.

## Українські наносупутники
- Перший український CubeSat з'явився у космосі в 2014 році[11].
- Запуск українського наносупутника PolyITAN-HP-30, створеного до 30-річчя Незалежності України, відбувся 3 січня 2023 року, о 16:56 за київським часом, в рамках місії Transporter-6 компанії SpaceX. На ракетоносії Falcon 9 з бази ВПС США на мисі Канаверал було запущено 114 супутників, серед яких були й два українські супутники PolyITAN-HP-30 та EOS SAT-1[12][13][14].